# Луис Родригез Алкала, Ла Баскула (Текоман)
Луис Родригез Алкала, Ла Баскула (шп. Luis Rodríguez Alcalá, La Báscula) насеље је у Мексику у савезној држави Колима у општини Текоман. Насеље се налази на надморској висини од 48 м.

## Становништво
Према подацима из 2005. године у насељу су живела 4 становника.

### Хронологија
| Година       | 2005 |
| ------------ | ---- |
| Становништво | 4    |

### Попис
| # | Индикатор                        | Вредност |
| - | -------------------------------- | -------- |
| 1 | Укупно појединачних домаћинстава | 1        |